# Каяк (остров)
Каяк (англ. Kayak Island) — необитаемый остров, расположенный в Аляскинском заливе и являющийся местом высадки второй экспедиции Беринга. Лежит в 100 км юго-восточней от Кордовы, Аляска. Его площадь составляет 73,695 км² без какого-либо населения.
Название «Каяк» дано в 1826 году лейтенантом Сарычевым российского ВМФ из-за кажущегося сходства профиля с лодками эскимосов. Считается, что этот остров в 1741 году видел Витус Беринг и назвал его «Святой Илья».

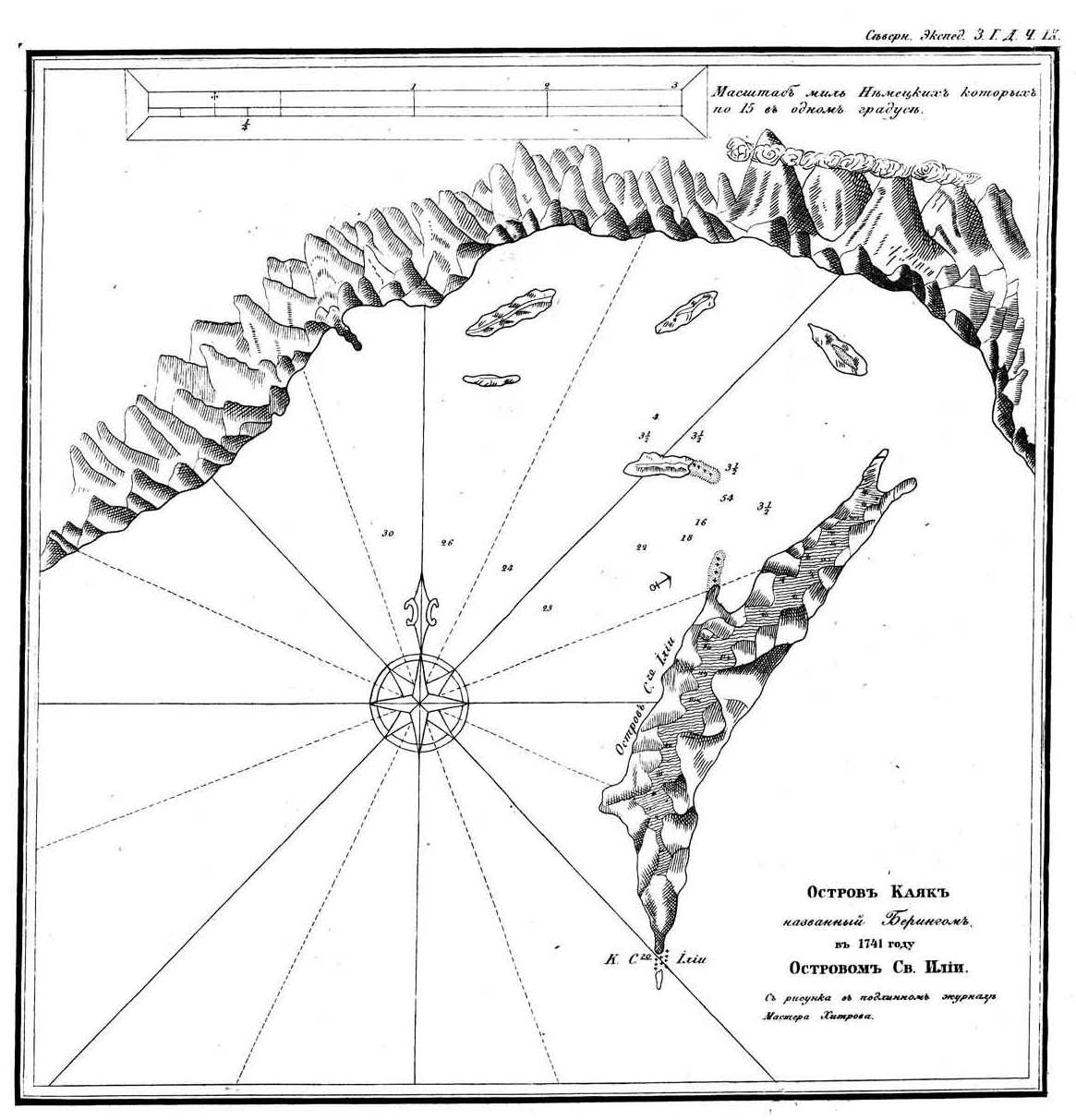
«Остров Каяк, названный Берингом в 1741 году Островом Св. Ильи.»

По словам службы национальных парков США, «здесь натуралист Георг В. Стеллер, находясь на борту „Св. Петра“ Витуса Беринга, сделал первые попытки установления контактов между европейцами и коренными жителями Аляски. Его исследования являются первым вкладом в знания Запада об истории природы и людей региона».
Капитан Джеймс Кук посетил остров 12 мая 1778 года и закопал бутылку с бумагой и два небольших кусочка серебра, данных ему для этой цели доктором Кеем, капелланом Георга III. Из-за этого капитан Кук дал острову название «остров Кея». Также доном И. Ортегой остров 16 июля 1779 года был назван «Nuestra Senora del Carmen» или «Isla del Carmen», что означает «Богоматерь Кармельская» или «остров Кармен», так как её день праздновался 16 июля.
Место высадки экспедиции Беринга в 1978 году было объявлено Национальным историческим памятником и входит в список национальных исторических памятников Аляски. Мыс Святого Ильи расположен на юго-западной оконечности острова. Гора Святого Ильи — вторая по величине вершина в США и Канаде — была названа в честь этого мыса.
На острове также находится важный для навигации Маяк мыса Святого Ильи.